# Кариока / Сентру (станция метро)
«Кариока» (порт. Carioca) — пересадочная станция линий 1 и 2 метрополитена Рио-де-Жанейро. Станция располагается в районе Сентру города Рио-де-Жанейро. Открыта в 1981 году.
Станция обслуживает до 80 000 пассажиров в день.
Станция имеет три входа к: монастырю Святого Антония, к Авениде Риу-Бранку и Avenida República do Chile.

## Окрестности
- Императорский дворец
- Арку-ду-Телеш
- Фондовая биржа Рио-де-Жанейро
- Церковь Третьего ордена кармелитов
- Собор Пресвятой Девы Марии Кармельской
- Дворец Тирандетиса
- Площадь 15 ноября
- Национальный исторический музей Бразилии
- Собор Святого Себастьяна
- Театр Карлуша Гомеша
- Театр Жуана Каэтану
- Монастырь Святого Антония
- Ларгу-да-Кариока